# Акбар Танджунг
Акбар Танджунг (индон. Akbar Tanjung) (родился в Сиболга, Северная Суматра; 14 августа 1945 года) — индонезийский политический деятель, бывший председатель партии Голкар. Активно участвовал в антикоммунистической кампании 1965—1966 и свержении Сукарно, был одним из руководителей Ассоциации мусульманских студентов и Союза действия студентов Индонезии. С 1999 по 2004 год занимал должность спикера Совета народных представителей, также занимал несколько министерских постов в правительстве. На съезде партии Голкар в 2004 году уступил должность председателя партии вице-президенту страны Юсуфу Калла.

## Награды
- Орден «Звезда Республики Индонезии» 3-й степени (1998)[1];
- Орден «Звезда Махапутра» 2-й степени.